# Áustria nos Jogos Olímpicos de Verão de 1908
A Áustria participou dos Jogos Olímpicos de Verão de 1908 em Londres, no Reino Unido. Conquistou nenhuma medalha de ouro, nenhuma medalha de prata e uma de bronze, somando uma no total. Os resultados da Áustria e da Hungria nos primeiros Jogos Olímpicos geralmente são mantidos separados, apesar da união das duas nações como Áustria-Hungria na época.